# روبي كاي
روبرت أندريو «روبي كاي» (الولادة 13 سبتمبر 1995) ممثل إنجليزي اشتهر بدوره في مسلسل كان ياما كان (مسلسل أمريكي)

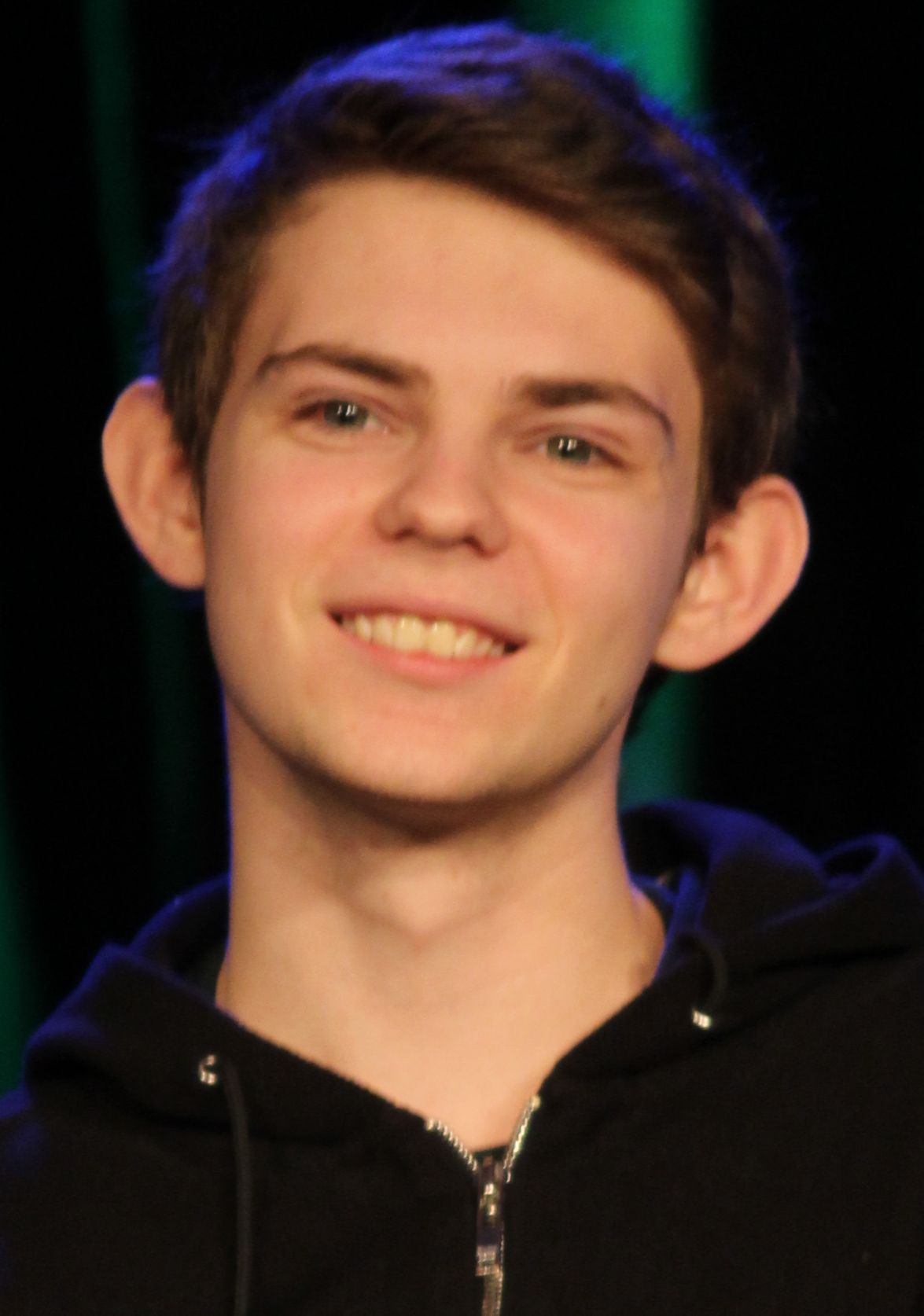
روبي كاي في مدينة السحر كوميكون 0

## الحياة الشخصية
ولد كاي في هامبشير (مقاطعة) ، أنجلترا ثم أنتقل إلى بلجيكا،إقليم بروكسل العاصمة في وقت مبكر من عمره. في 2006 انتقلت عائلته إلى براغ،التشيك والتي ألتحق فيها ب  International School of Prague ، الآن يعيش في هيوستن (تكساس) منذ 2011.

## روابط خارجية
- Robbie Kay на сайте "Дети в кино"
- روبي كاي على موقع IMDb (الإنجليزية)
- روبي كاي على موقع ميتاكريتيك (الإنجليزية)
- روبي كاي على موقع روتن توميتوز (الإنجليزية)
- روبي كاي على موقع قاعدة بيانات الأفلام العربية
- روبي كاي على موقع ألو سيني (الفرنسية)
- روبي كاي على موقع تيرنر كلاسيك موفيز (الإنجليزية)
- روبي كاي على موقع أول موفي (الإنجليزية)
- روبي كاي على موقع ديسكوغز (الإنجليزية)
- روبي كاي على موقع قاعدة بيانات الفيلم (الإنجليزية)
- روبي كاي على موقع ليتربوكسد (الإنجليزية)
- Robbie Kay at Flixster
- Ways to live forever- The movie